# Miloš Pantović
Miloš Pantović (serbisch-kyrillisch Милош Пантовић; * 7. Juli 1996 in München, Deutschland) ist ein serbischer Fußballspieler. Der Stürmer wurde beim FC Bayern München ausgebildet und steht seit Ende August 2023 beim KAS Eupen unter Vertrag.

## Karriere

### Vereine
Pantović begann seine Karriere bei den Münchner Stadtteilvereinen SV Helios-Daglfing und Rot-Weiß Oberföhring und kam im Jahr 2007 in die Jugendabteilung des FC Bayern München. Für dessen zweite Mannschaft kam er ab der Saison 2014/15 in der Regionalliga Bayern zum Einsatz. Sein Pflichtspieldebüt im Seniorenbereich gab er am 19. August 2014 (5. Spieltag) beim torlosen Unentschieden im Auswärtsspiel gegen den 1. FC Schweinfurt 05. Sein erstes Tor erzielte er am 29. Juli 2015 beim 1:1-Unentschieden im Auswärtsspiel gegen den FV Illertissen mit dem Führungstreffer in der 57. Minute.
Da Trainer Pep Guardiola für das Bundesliga-Spiel der ersten Mannschaft bei Werder Bremen am 17. Oktober 2015 lediglich 13 Feldspieler zur Verfügung standen, berief er Pantović in den Profikader. Beim 1:0-Sieg wurde er in der Nachspielzeit für Arturo Vidal eingewechselt.
Zur Saison 2018/19 wechselte Pantović zum Zweitligisten VfL Bochum. Mitte Mai 2018 unterschrieb er einen Vertrag mit einer Gültigkeit bis zum 30. Juni 2021. Der Serbe war sofort auf der Position des Rechtsaußen gesetzt, fiel in seiner ersten Saison jedoch rund 6 Monate aufgrund einer Kreuzbandverletzung aus. Die Spielzeit schloss er, ebenso wie die Saison 2019/20, mit seinem Verein im Tabellenmittelfeld ab. In der Spielzeit 2020/21 trug Pantović mit 3 erzielten Toren in 28 Spielen zur Meisterschaft und dem damit verbundenen Aufstieg in die Bundesliga bei. Am 11. Spieltag der Saison 2021/22 erzielte Pantović aus 66 Metern einen Treffer gegen die TSG Hoffenheim und damit eines der weitesten Tore der Bundesliga-Geschichte.
Zur Saison 2022/23 wechselte Pantović innerhalb der Bundesliga zum 1. FC Union Berlin.
Kurz nach Beginn der Saison 2023/24 wurde er vom belgischen Erstligisten KAS Eupen verpflichtet und mit einem bis zum 30. Juni 2025 datierten Vertrag ausgestattet. In seiner ersten Saison kam er auf 19 von 31 möglichen Ligaspielen, in denen er zwei Tore schoss, sowie ein Pokalspiel. Seit  Mitte März 2024 fiel er wegen einer Beinmuskelverletzung aus. Die Saison endete mit dem Abstieg der KAS Eupen in die Division 1B.

### Nationalmannschaft
Pantović debütierte am 17. November 2015 in der serbischen U21-Nationalmannschaft, die das Qualifikationsspiel für die U21-Europameisterschaft 2017 in Koper mit 0:2 gegen Slowenien verlor, wobei er in der 62. Minute für Srđan Plavšić eingewechselt wurde. Insgesamt absolvierte Pantović neun Spiele für serbische Jugendauswahlmannschaften.

## Erfolge
FC Bayern München
- Deutscher Meister: 2016

VfL Bochum
- Meister der 2. Bundesliga und Aufstieg in die Bundesliga: 2021